# I liga paragwajska w piłce nożnej (1929)
Mistrzem Paragwaju został klub Club Olimpia, natomiast wicemistrzem Paragwaju - Club Libertad.
Ponieważ mistrzostwa 1928 roku przeciągnęły się do lipca 1929 roku, mistrzostwa 1929 skrócono o połowę. Z tego powodu kluby grały ze sobą każdy z każdym tylko jeden mecz, bez rewanżów. Mistrzem Paragwaju został najlepszy w tabeli klub.
Z ligi nikt nie spadł, a ponieważ awansowały cztery kluby - CALT Asunción, Club Presidente Hayes, Presidente Alvear Asunción i Universo Asunción - liga zwiększyła się z 10 do 14 klubów.

## Primera División

### Tabela końcowa sezonu 1929
| Poz | Klub                       | Mecze | Zw | Rem | Por | Punkty |
| --- | -------------------------- | ----- | -- | --- | --- | ------ |
| 1   | Club Olimpia               | 9     | 7  | 2   | 0   | 16     |
| 2   | Club Libertad              | ?     | ?  | ?   | ?   | 11     |
| 3   | Sportivo Luqueño           | ?     | ?  | ?   | ?   | 9      |
| 4   | Club River Plate           | ?     | ?  | ?   | ?   | 9      |
| 5   | Club Guaraní               | ?     | ?  | ?   | ?   | 8      |
| 6   | Club Nacional              | ?     | ?  | ?   | ?   | 7      |
| 7   | Atlántida SC               | ?     | ?  | ?   | ?   | 6      |
| 8   | Club Sol de América        | ?     | ?  | ?   | ?   | 4      |
| 9   | Cerro Porteño              | ?     | ?  | ?   | ?   | 3      |
| 10  | General Caballero Asunción | ?     | ?  | ?   | ?   | 3      |